# Universidade Paris-Saclay
A Universidade Paris-Saclay (em francês, Université Paris-Saclay) é um centro universitário de educação e pesquisa público localizado em Paris, Île-de-France, França.
A Universidade Paris-Saclay é um dos líderes mundiais em matemática, ciência, engenharia e tecnologia, bem como outros campos, como administração, economia, linguística, ciência política e filosofia. 
Em 2020, a Universidade Paris-Saclay substituiu a Universidade Paris-Sul, que deixou de existir. Em 2025, planeja-se que a Paris-Saclay absorva também a Universidade de Versalhes Saint Quentin en Yvelines (UVSQ) e a Universidade Évry-Val-d'Essonne (UEVE).
Desde outubro de 2023, a universidade é parceira da IPSA para dupla titulação na área aeroespacial.

## Membros
- École normale supérieure de Cachan
- ENSTA ParisTech
- Institut des sciences et industries du vivant et de l'environnement
- École Centrale Paris
- École nationale de la statistique et de l'administration économique
- Télécom ParisTech
- École Polytechnique
- SupOptique
- École des hautes études commerciales de Paris
- Universidade Paris-Sul
- Universidade de Versalhes Saint Quentin en Yvelines